# Łukasz Lebioda
Łukasz Lebioda (ur. 8 maja 1943) – polski biochemik, brydżysta, Arcymistrz Międzynarodowy.
Jest wykładowcą na University of South Carolina

## Wyniki brydżowe

### Rozgrywki krajowe
W rozgrywkach krajowych zdobywał następujące lokaty:
| Drużynowe mistrzostwa Polski | Drużynowe mistrzostwa Polski | Drużynowe mistrzostwa Polski |
| Sezon                        | Drużyna                      | Pozycja                      |
| ---------------------------- | ---------------------------- | ---------------------------- |
| 1977                         | Wisła Kraków                 | 2                            |
| 1975                         | Wisła Kraków                 | 2                            |
| 1974                         | Wisła Kraków                 | 1                            |
| 1973                         | Wisła Kraków                 | 3                            |
| 1971                         | Wisła Kraków                 | 1                            |
| 1969                         | Wisła Kraków                 | 1                            |
| 1968                         | Wisła Kraków                 | 2                            |
| 1967                         | Wisła Kraków                 | 2                            |
| 1965                         | Wisła Kraków                 | 3                            |
| 1964                         | Wisła Kraków                 | 3                            |

| Mistrzostwa Polski par | Mistrzostwa Polski par | Mistrzostwa Polski par | Mistrzostwa Polski par |
| Rok                    | Kategoria              | Partner                | Pozycja                |
| ---------------------- | ---------------------- | ---------------------- | ---------------------- |
| 1971                   | Open                   | Andrzej Wilkosz        | 1                      |
| 1970                   | Open                   | Andrzej Wilkosz        | 2                      |

### Olimiady
Na olimpiadach uzyskał następujące rezultaty:
| Olimpiady brydżowe. Zawody teamów | Olimpiady brydżowe. Zawody teamów | Olimpiady brydżowe. Zawody teamów | Olimpiady brydżowe. Zawody teamów | Olimpiady brydżowe. Zawody teamów | Olimpiady brydżowe. Zawody teamów |
| Rok                               | Miejsce                           | Zawody                            | Kategoria                         | Drużyna                           | Pozycja                           |
| --------------------------------- | --------------------------------- | --------------------------------- | --------------------------------- | --------------------------------- | --------------------------------- |
| 1976                              | Monte Carlo                       | 5. Olimpiada Teamów               | Open                              | Poland                            | 4                                 |
| 1972                              | Miami Beach                       | 4. Olimpiada Brydżowa             | Open                              | Poland                            | 13                                |

### Zawody światowe
W światowych zawodach zdobył następujące lokaty:
| Mistrzostwa Świata. Konkurencja par | Mistrzostwa Świata. Konkurencja par | Mistrzostwa Świata. Konkurencja par | Mistrzostwa Świata. Konkurencja par | Mistrzostwa Świata. Konkurencja par | Mistrzostwa Świata. Konkurencja par |
| Rok                                 | Miejsce                             | Zawody                              | Kategoria                           | Partner                             | Pozycja                             |
| ----------------------------------- | ----------------------------------- | ----------------------------------- | ----------------------------------- | ----------------------------------- | ----------------------------------- |
| 1978                                | Nowy Orlean                         | 5. Mistrzostwa Świata               | Open                                | Andrzej Wilkosz                     | 4                                   |

### Zawody europejskie
W europejskich zawodach zdobył następujące lokaty:
| Zawody europejskie. Konkurencja teamów | Zawody europejskie. Konkurencja teamów | Zawody europejskie. Konkurencja teamów | Zawody europejskie. Konkurencja teamów | Zawody europejskie. Konkurencja teamów | Zawody europejskie. Konkurencja teamów |
| Rok                                    | Miejsce                                | Zawody                                 | Kategoria                              | Drużyna                                | Pozycja                                |
| -------------------------------------- | -------------------------------------- | -------------------------------------- | -------------------------------------- | -------------------------------------- | -------------------------------------- |
| 1979                                   | Lozanna                                | 34. Mistrzostwa Europy Teamów          | Open                                   | Poland                                 | 7                                      |
| 1977                                   | Elsinore                               | 33. Mistrzostwa Europy Teamów          | Open                                   | Poland                                 | 12                                     |
| 1975                                   | Brighton                               | 32. Mistrzostwa Europy Teamów          | Open                                   | Poland                                 | 4                                      |
| 1973                                   | Ostenda                                | 30. Mistrzostwa Europy Teamów          | Open                                   | Poland                                 | 3                                      |
| 1971                                   | Ateny                                  | 29. Mistrzostwa Europy Teamów          | Open                                   | Poland                                 | 5                                      |
| 1970                                   | Estoril                                | 28. Mistrzostwa Europy Teamów          | Open                                   | Poland                                 | 2                                      |

## Klasyfikacje brydżowe
- Łukasz Lebioda – klasyfikacja PZBS
- Łukasz Lebioda – klasyfikacja EBL (ang.)
- Łukasz Lebioda – klasyfikacja WBF (ang.)